# Manolo Monterrey
Manuel Dagoberto Alemán Monterrey (Santa Clara, Cuba; 10 de marzo de 1914-Caracas, Venezuela; 25 de agosto de 1997), más conocido como Manolo Monterrey, fue un cantante y compositor de música popular cubano, apodado El Ciclón Antillano.

## Rasgos biográficos
Hijo de Urbano Alemán y Evangelina Monterrey de Alemán; pronto demostró su interés por la interpretación musical y se dedicó al aprendizaje de la guitarra y a la vocalización. Actuó en su país siendo integrante del Trío Torres-Monterrey, durante un período relativamente breve, para luego buscar nuevos caminos. Se radicó en Caracas, Venezuela en 1938, y, pronto pudo incursionar en programas de radio, junto al locutor Víctor Saume alternando sones, décimas y guajiras de su tierra, con acompañamiento de guitarra, y comentarios picarescos de la cotidianidad.

## Comienzos
En 1932, a la edad de 18 años, comenzó su carrera artística en Cuba. Junto a su hermano Urbano, solía cantar en el programa radial "La Corte Suprema del Arte" de la emisora CMQ. En esa famosa estación de La Habana, interpretaron habaneras, valses y canciones románticas.
Su trayectoria en la isla fue breve, y decidió probar suerte en Caracas poco tiempo después. El 5 de abril de 1939, fue contratado por la firma Osorio & Villegas como miembro del cuarteto "Las Guarecitas y sus Rancheros", en compañía de su hermano Urbano y las cantantes mexicanas Elvira Castilla Herrera y Alicia Reynoso.
Tras la disolución del grupo en 1940, emprendió una gira por el interior de Venezuela, actuando como guitarrista acompañante de artistas mexicanos como el humorista Chaflán, El Trío Calaveras y el compositor Lorenzo Barcelata. Al año siguiente, el empresario venezolano Ricardo Espina le brindó la oportunidad de cantar jingles comerciales en Radio Libertador. A partir de ahí, desarrolló una destacada carrera en la radio, participando en emisoras como Radio Caracas Radio y Ondas Populares.
Luis Alfonzo Larrain lo incorpora en 1942 a su orquesta de bailes, como guarachero solista, esto implicaba que dicho solista no se limitaba a cantar solo el género guaracha, sino también guaguancós, sones y toda clase de ritmos afroantillanos, incluso merengues dominicanos. De este modo, tuvo la oportunidad de alternar con otros cantantes que para el momento estaban ya consolidados; Ada Alba, Elio Rubio, Graciela Naranjo, Francisco Kiko Mendive; al igual que Marco Tulio Maristani, Rafa Galindo, Lorenzo Herrera y Mario Suárez.

## Período con la Billo’s
En 1946, consolidado ante el público, es contratado por Billo Frómeta para que forme parte de su orquesta, en la que permanecería más de una década de éxitos. En este período surgieron temas de gran aceptación, como la candente guaracha “Se murió Camilo”, original del propio Manolo, “Cosa linda”, de Avelino Muñoz; “Maria Cristina”, y, “Ni hablar del peluquín”, guarachas de “Ñico”Saquito; “Ariel”, original de José Carbó Menéndez; “Radragaz”, guaracha de Willy Gamboa; “Mi saxofón”, “Swing con son”, el merengue “Compadre Pedro Juan” y el porro “San Fernando”. Otros temas de la misma época son “Que me la den entera”, “Embuste embuste” y “Mamá yo quiero un cadete”, guarachas de Billo Frómeta; “Necesito una mujer”, “Cuando florezcan las amapolas”, “Ya don Rafael habló”, y, “Apretaíto”, merengue de Luis Kalaff, y "Las muchachas de mi tierra"
Timbre y dicción excelentes y métrica precisa en la vocalización, unidos a su histrionismo y buen humor en la interpretación de sones y guarachas, indujeron tal vez, al maestro Billo, a calificar a Manolo Monterrey como “El ciclón antillano”.
En la década de los ’50, fueron lanzados nuevos temas, “La burrita de Petare” y “Caminito de Guarenas”, de Billo Frómeta; “Cuando yo diga”, “La esquina ‘e Las Gradillas”, “El Enamorao” y “Guarachona”, original de Fidelina Hernández. Otros temas como “Abaniquito de a real”, “El baile del pingüino”, “Esto sí que está gracioso”, y “Papapapaya”. Se alternaban las presentaciones en público, ya fuese amenizando fiestas bailables, como en programas radiales, y, en años posteriores, en la televisión.

## Dificultades
Por desavenencias de tipo gremial la orquesta es disuelta por Billo en 1957; Manolo Monterrey reagrupa la mayoría de los integrantes con la denominación de "Manolo Monterrey y su orquesta"; logran así efectuar algunas presentaciones, y hasta graban dos temas en un acetato de 45 r. p. m. “A mí eso qué”, un calipso de César Acosta, y, “Los viejitos si soplan”, original de Manolo; ambos temas cantados por él mismo. El éxito es efímero y la agrupación queda disuelta.
Queda un tiempo a la deriva, pero, no tarda en ser contratado por Jesús “Chucho” Sanoja para integrar su orquesta al lado de “Chico” Salas, “Alci” Sánchez y Víctor Piñeiro.
De este período son los temas “Plena Española”, de Juan Ramírez, y, “Los estudiantes”.

## Período con Los Melódicos
En 1962 Renato Capriles lo contrata para integrar su orquesta Los Melódicos y alternar junto a Rafael “Rafa” Pérez, Emilita Dago y Rafael “Rafa” Galindo. Surgió entonces el álbum “El veneno de los hombres”, con variados temas como “Oye bombón”, son original de Manolo; “La gorda”, guaracha de Francisco Zapata y “Váyanse a dormir”, también de Manolo, entre otros temas, con arreglos musicales del pianista Stelio Bosch Cabrujas; complemento de otro álbum, “Qué gente averiguá”, de contenido semejante, en que alternaba con Emilita Dago en las guarachas y otros géneros similares como merengues y cumbias, interpreta así la guaracha “Kakarakatiski”, de Efraín “Mon” Rivera, “La pollera colorá”, “El pompo”; “El que usted conoce” y “El jeque”.
Muchos de los temas grabados con la Billo's Caracas Boys, fueron publicados de nuevo con la
orquesta Los Melódicos.
Después de siete años con esta agrupación se retira, para, organizar su propia orquesta Los Armónicos con apoyo del saxofonista José "Pepe" Molina, habiendo grabado varios LP , tuvieron varias giras por Colombia, Estados Unidos de América, en el 1972 la Orquesta obtuvo el Congo De Oro en los Carnavales de Barranquilla, 
En 1975 es contratado nuevamente por Renato Capriles, y llenar otra etapa con Los Melódicos. En este período transcurrieron diez años de labor productiva.

## Vida personal y rasgos
Más adelante, con apoyo del bolerista Rafa Galindo, su amigo y compañero de muchos años, efectúa presentaciones ocasionales hasta su retiro ya definitivo. Así escribió el libro “Qué mantequilla” en el que narra sus reminiscencias. Como compositor del género popular
cubrió también su etapa: es célebre su guaracha “Se murió Camilo”, así como “El gago”, “Váyanse a dormir”, “Oye bombón”, “Los viejitos si soplan”, y, “Te caigo a tiros”, esta última, en la voz de Luisín Landáez.
Manolo Monterrey estuvo casado con Amanda Cisneros, de este vínculo nacieron Manuel,
Reinaldo y Rosamanda.
Falleció en Caracas, Venezuela, el 25 de agosto de 1997.

## Discografía individual
- Se murió Camilo
- El gago
- Váyanse a dormir
- Cosa linda
- Tírame la pelotica
- Cuando yo diga
- Ariel
- Compadre Pedro Juan
- María Cristina
- Radragaz
- Ni hablar del peluquín
- El enamorao
- Embuste embuste
- Que me la den entera
- Tócame la campana
- Cuando florezcan las amapolas
- El baile del pingüino
- Ya don Rafael habló
- Abaniquito de a real
- Mi saxofón
- San Fernando
- Consígueme eso
- La pelota de carey
- Cosita linda
- Apretaíto
- Papapapaya
- Mamá yo quiero un cadete
- La pollera colorá
- Mi velerito
- El jeque
- El aguardiente

## Discografía en conjunto
- La vida es chiquita - DCM 291
- Que gente averiguá - DCM 310
- El veneno de los hombres - 327
- Bailables fabulosos - DCM 353
- Solo para bailar - DCM 377
- Homenaje 25 años Rafa y Manolo - DCM 400
- Compre la orquesta - DCM 405
- Imponiendo el ritmo - DCM 485
- El más completo elenco - DCM 510
- En todos los ritmos - DCM 580
- Tan bella y tan presumida - DCM 631
- El sabor tentador - LM 005
- Marcando el ritmo - LM 007
- Manolo Monterrey 40 años de éxitos - LM 013
- Cámara Acción Ritmo - LM 015
- Noche de fiesta - LM 016
- Esta noche - LM 022
- Somos - LM 023
- El jeque - LM 024
- Con sabor - LM 025